# Guinatán

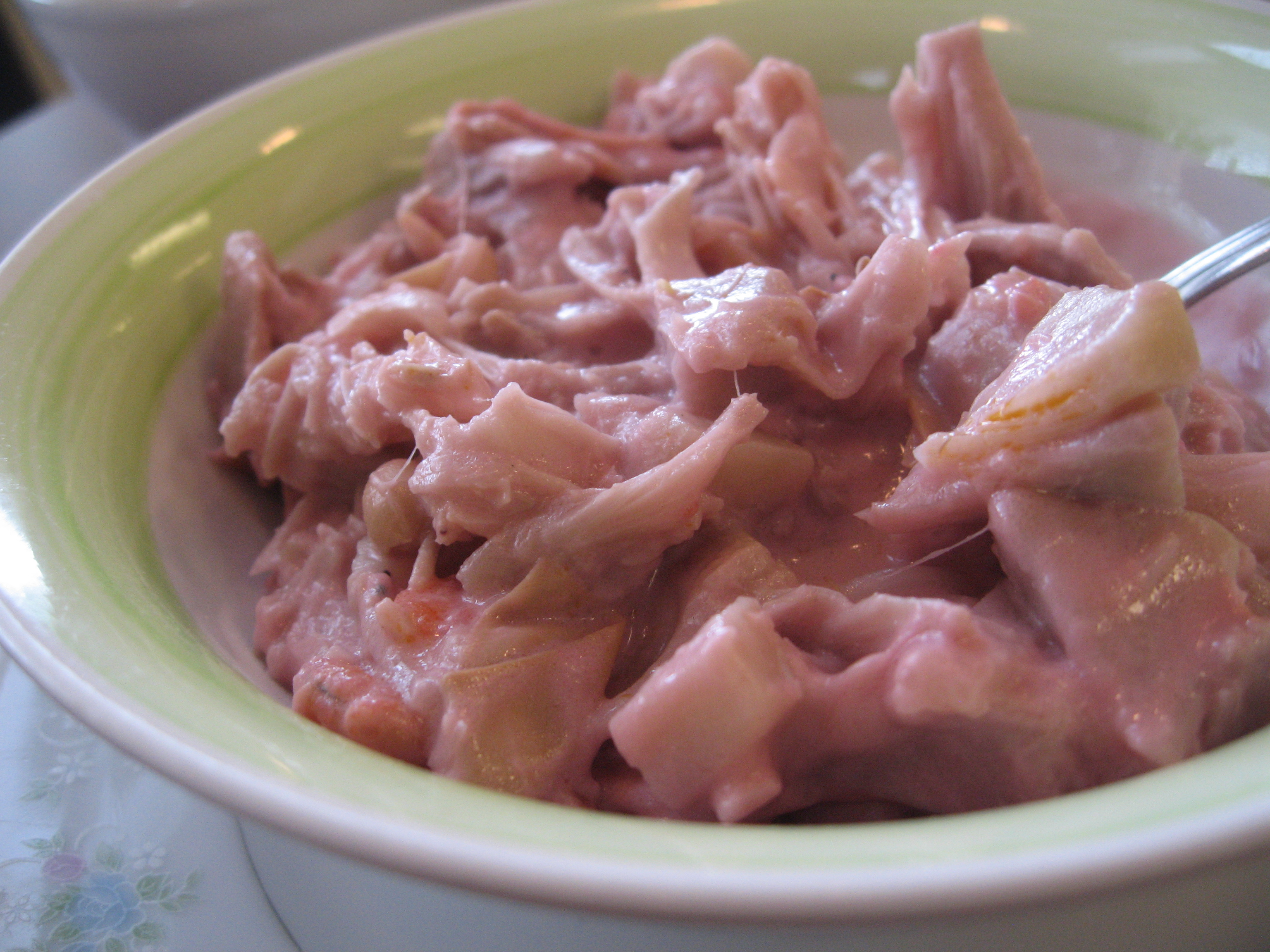
Una ración de guinatán de nanca (ginataang langkâ)

Guinatán (en filipino: ginataan, lit. 'hecho con leche de coco') es un término de origen filipino que alude a la comida hecha con leche de coco (en filipino: gatâ). Debido a la naturaleza general del término, puedo aludir a diversos platos diferentes entre sí.

## Uso
Varios postres comparten el nombre guinatán por ejemplo, una sopa hecha con leche de coco, tubérculos, perlas de tapioca y sagú que también se llama tinunuan en cebuano, alfajor en castellano y chabacano, ginettaan en ilocano y ginat·an en hiligueino. Si se añade bolitas hechas de arroz glutinoso, el plato pasa a llamarse bilo-bilo. El ginataang mais es otro ejemplo de sopa de postre, consistente en una gachas dulces y templadas hechas con leche de coco, maíz dulce y arroz glutinoso.
Guinatán también puede aludir a platos que se comen con arroz en las comidas principales del día. En el filipino, normalmente sigue la forma ginataang + lo que sea que se añada. Por ejemplo, ginataang hipon alude a gamba cocida en leche de coco, ginataang gulay a un surtido de verdura cocida en leche de coco, mientras ginataang alimango es cangrejo de barro en leche de coco.
Hay otros platos que tienen su propio nombre, como el Bícol exprés, el binignit y el pinakbet, que quedan dentro de la categoría guinatán porque uno de sus principales ingredientes es la leche de coco. También el bachoy se puede preparar como un guinatán.
En el municipio de Coyuca de Benítez en la Costa grande del estado de Guerrero México  se cocina un platillo llamado Guinatán con ingredientes autóctonos pero con la base de leche de coco, se toma la etimología de la palabra ya que algunas personas tienen ascendencia filipina, sus condimentos e ingredientes básicos son en su salsa leche de coco y coco molido en Chile verde o rojo, como proteína básicamente es el pescado de nombre Cuatete un Bagre de laguna que se asolea y se sazona con sal de mar, es acompañado con arroz blanco y tortillas de maíz echadas a mano. En dicho lugar es un platillo con más de cien años en su consumo y a mediados del siglo pasado formó parte de la dieta básica de sus habitantes.
Se toma el nombre del platillo Guinatán por la razón de ser cocinado con leche de coco y acompañado de arroz, lo cual es lo más característico ya que es una zona con abundantes palmeras de cocoteros. GD